# Chachelihus

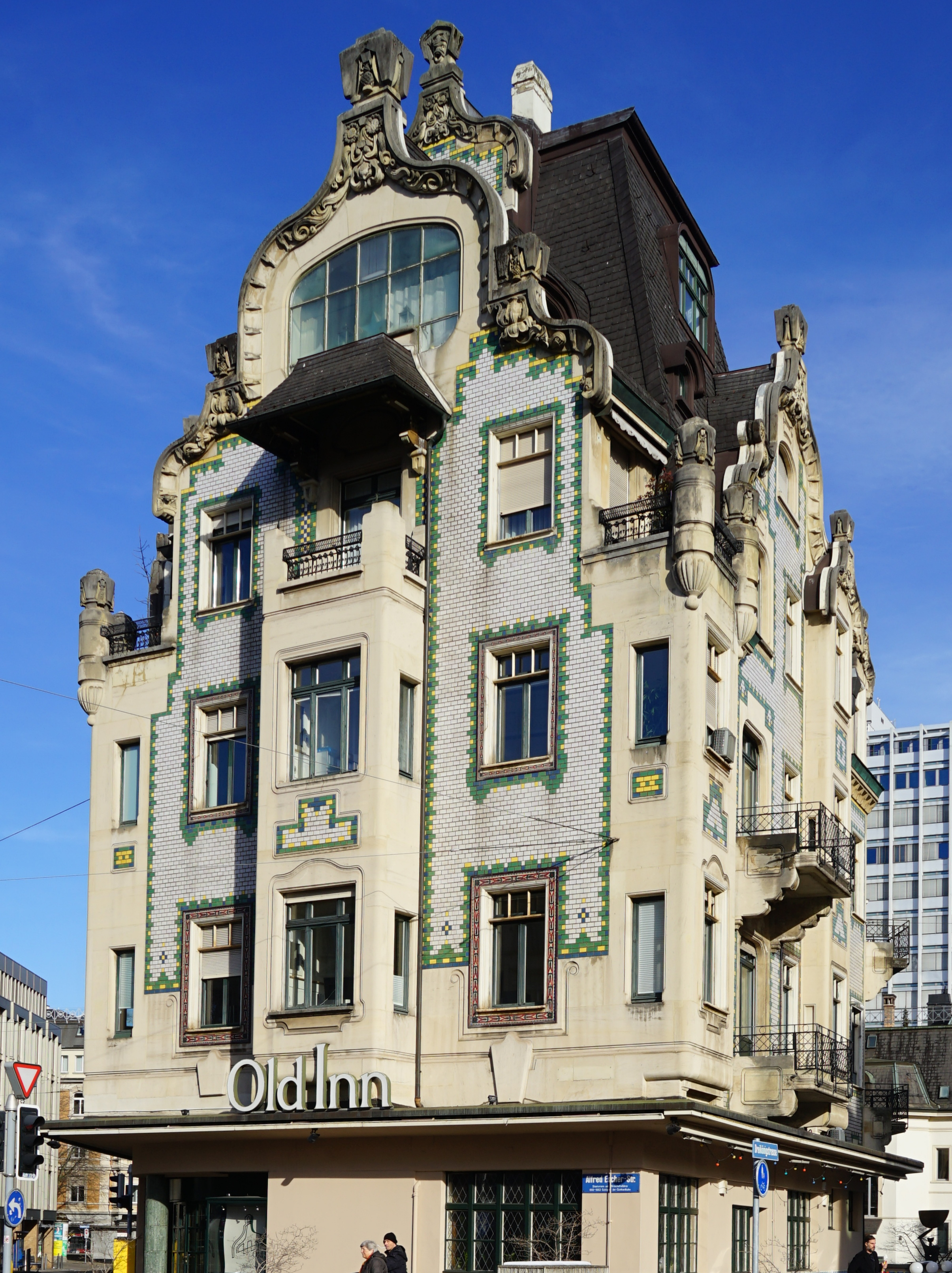
Ansicht von Westen, 2024

Das Chachelihus (Bleicherweg 47) im Quartier Enge ist ein Baudenkmal im Kreis 2 der Stadt Zürich. Das Wohn- und Geschäftshaus wurde bis 1906 im Jugendstil errichtet.

## Lage
Das Bauwerk ist ein Eckhaus am Bleicherweg in Sichtweite des Bahnhofs Enge. Die gesamte Hauszeile Bleicherweg 37–47 ist als Kulturgut von regionaler Bedeutung im Schweizerischen Kulturgüterschutzinventar verzeichnet (KGS-Nummer 08033). Die drei älteren Häuser im Stil des Historismus wurden ab 1893 erbaut. Das gegenüberliegende Haus Bleicherweg 74 ist ein geschütztes Baudenkmal.

## Geschichte und Beschreibung
Die «Innere Enge» entwickelte sich im 19. Jahrhundert zum Stadterweiterungsgebiet. Wichtige Ausfallachse war der Bleicherweg. Das Gebäude Chachelihus im Bleicherweg wurde 1905/1906 erbaut und 1979 unter Denkmalschutz gestellt. Planer waren die Architekten Alfred Chiodera und Theophil Tschudy. Chiodera, der auch malte, richtete sich hinter dem grossen Fenster im Dachgeschoss ein Atelier ein.
Grundriss des Hauses ist ein unregelmässig zugeschnittenes Fünfeck. Über dem Erdgeschoss erheben sich drei Obergeschosse sowie zwei Dachgeschosse mit grosszügigen Fenstern und Lukarnen. Die Fassaden zeigen im Norden vier, im Westen fünf, im Süden sieben und abknickend eine achte Achse. Nur die Westfassade ist symmetrisch angelegt. Die dreigeschossigen Erker tragen Giebel, die drei zweigeschossigen Erker an der Westseite Söller, von denen der mittlere überdacht ist. Die Südfassade zeigt jeweils zwei Balkone an der dritten und achten Fensterachse. Zu den Schmuckelementen gehören Steinmetzarbeiten und die geschweiften Giebel in der Formensprache des Jugendstils. Ein wesentliches Gestaltungselement sind die farbigen Kacheln, denen das Haus seinen Namen verdankt.
Fenstereinbauten im Dach und Erdgeschoss sowie das umlaufende Vordach sind Veränderungen jüngeren Datums. Nutzer sind und waren Gastronomiebetriebe.
Das gleichaltrige, ebenfalls von Chiodera und Tschudy geplante Nachbarhaus zeigt keine Kacheln, sondern Malereien von Antonio De Grada. Beide Häuser «gehören zu den besten Beispielen der Jugendstilarchitektur in Zürich». Zusammen werden sie auch als «Chachelihüser» bezeichnet.

## Belege
1. 1 2  Enge (EN). Kreis 2, Gemeinde Zürich, Kanton Zürich. In: Inventar der schützenswerten Ortsbilder der Schweiz (ISOS; PDF; 2,6 MB; abgerufen am 4. Februar 2024), S. 10, 20.
2. ↑  Denkmaltafel Chachelihus am Gebäude.
3. ↑  Chiodera & Tschudy (1878–1908), Architektengemeinschaft. In: rämibühl.ch. Abgerufen am 4. Februar 2024.
4. ↑  Der Bleicherweg. In: stadt-zueri.ch. Abgerufen am 4. Februar 2024.
5. ↑  Denkmaltafel Bleicherweg 45 am Gebäude.

Koordinaten: 47° 21′ 57,1″ N, 8° 31′ 57,1″ O; CH1903: 682629 / 246687